# Бремертон
Бремертон (англ. Bremerton) — город в США в округе Китсап в штате Вашингтон. Город расположен на полуострове Китсап на Тихоокеанском побережье США. По данным переписи 2000 года в городе проживает 37 259 человек.
В Брементоне расположена верфь «Пьюджет-Саунд», а также база ВМС США Китсап.
Бремертон связан с центром крупнейшего города штата Вашингтон Сиэтлом паромной переправой, которая функционирует ещё с XIX века.